# Гречкосій Владислав Павлович
Владислав Павлович Гречкосій (1994—2023) — молодший сержант збройних сил України, учасник російсько-української війни.

## Життєпис
Народився 8 червня 1994 року в селі Бзів Київської області. Навчався у Бзівській загальноосвітній школі. По закінченню школи вступив до Київського вищого професійного училища залізничного транспорту, де здобув спеціальність «машиніст метрополітену».
У 2017—2019 роках проходив строкову військову службу. 
У березні 2022 року призваний на військову службу по мобілізації. Був водієм у 72 механізованій бригаді.
Загинув 6 травня 2023 року в ході боїв за Вугледар.

## Нагороди
- Орден «За мужність» III ступеня[1].